# 歯科外科医、もしくは歯の概論
歯科外科医、もしくは歯の概論（しかげかい、もしくははのがいろん 、Le Chirurgien Dentiste, ou Traité des dents）はフランスの歯科医師ピエール・フォシャールが執筆した歯学書。単に『歯科外科医』（もしくは『外科歯科医』）とも訳される。1728年に出版されたこの書籍は、歯学の分野における最初の包括的な医書であり、1世紀以上にわたり権威ある著書であり続けた。
1728年の初版出版後、著書全体を見直し、1746年には第2版が、1786年（死後）には第3版が出版されている。
第2版には歯槽膿漏症が取り上げられたが、これが歯槽膿漏症が世界で初めて歯科医学書に記載された瞬間であり、このために歯槽膿漏症がフォシャール病とも呼ばれるようになった。

## 翻訳
初版本のドイツ語版が1733年に出版された。原著出版のわずか5年後にドイツ語に翻訳・出版されたことは、この書籍が歯科分野の専門家に大きな影響を与えたことを示している。他、彼の死後に第2版が英語版(1946年)、日本語版（1986年）、韓国語版(2013年)として翻訳・出版されている。日本語版については限定版であるため入手は困難であるが、日本歯科医史学会会誌9巻から10巻にかけて一部日本語訳が掲載されており、これについては電子ジャーナルとして容易に確認することが可能である。